# Феррейра Торреш, Авелину
Авелину Феррейра Торреш (порт. Avelino Ferreira Torres; 26 января 1945, Реборделу (Амаранте) — 8 октября 2019) — португальский правый политик и предприниматель, видный деятель Социально-демократического центра — Народной партии. Мэр города Марку-ди-Канавезиш в 1983—2005 годах. Был осуждён за злоупотребление властью. Возглавил консервативно-популистское движение собственного имени. Младший брат Жуакина Феррейры Торреша.

## Бизнес и футбол
Родился в многодетной семье шахтёра. Со школьных лет занимался физическим трудом. Увлекался спортом, особенно футболом. После школы сменил несколько профессий: работал на лесопилке, занимался пастьбой скота, торговал с бакалейного склада, был коммерческим агентом.
При содействии старшего брата Жуакина Феррейры Торреша организовал в Риу-Тинту (Гондомар) собственный лесозаготовительный бизнес. Со временем структура разрослась, включив в себя кондитерскую фабрику, типографию и газету, несколько торговых предприятий. В 1968, также с помощью брата, Авелину Феррейра Торреш возглавил местный футбольный клуб. Затем перебрался в Марку-ди-Канавезиш, где тоже занимался предпринимательством и руководил футбольным клубом. В 1990-х состоял в Арбитражном совете Португальской футбольной федерации.
Политически Авелину Феррейра Торреш всегда был сторонником правых сил, националистом и антикоммунистом. Лояльно относился к Новому государству, с уважением — к Антониу Салазару. В этом он также ориентировался на Жуакина Феррейру Торреша. Однако младший брат, в отличие от старшего — руководящего активиста ультраправого террористического подполья — после Апрельской революции 1974 не был замечен в столкновениях Жаркого лета. Отношение Авелину Феррейра Торреша к революции всегда было неоднозначным: он называет себя «человеком 25 Апреля, но с нюансами» (подобно Рамиру Морейре).

## Мэр-консерватор
В начале 1980-х (после гибели брата) Авелину Феррейра Торреш примкнул к консервативной партии Социально-демократический центр (СДЦ, с 1993 — СДЦ—Народная партия). В 1983 был избран от СДЦ мэром Марку-ди-Канавезиша. Занимал этот пост на протяжении двадцати двух лет.
Под руководством Авелину Феррейры Торреша в городе установился режим своеобразного «касикизма» (подобно правлению Жуакина Феррейры Торреша в Мурсе во времена «Нового государства»). Мэр позиционировался как противник коммунизма, социализма и фашизма. Городскую жизнь на всех уровнях контролировали консерваторы, а Феррейра Торреш считался хозяином местной организации СДЦ. Компартии и левым, а также правым экстремистам чинились серьёзные препятствия. Феррейра Торреш заботился о сохранении в обществе традиционных ценностей, запрещал ночные клубы, ограничивал приток мигрантов. Он лично вникал во все сколько-нибудь заметные городские проблемы, отказался от водителя и охраны (поскольку «не нуждался в них»).
Своим политическим идеалом Авелину Феррейра Торреш называл маркиза Помбала. В практической политике он всегда выступал с позиций правого популизма.

Если правый — это дисциплина, строгость и решительность, то это я. Если левый — это забота о социальном благосостоянии народа, то это тоже моё.

Авелину Феррейра Торреш

В Марку-ди-Канавезише Феррейра Торреш пользовался большой популярностью. Его именем были названы одна из улиц и городской стадион, установлен его бюст.
Авелину Феррейра Торреш был видным деятелем СДЦ. Считался в партии сильным политиком и организатором. Принимал активное участие во внутрипартийных конфликтах (вплоть до рукоприкладства на форумах, особенно на съезде 1992, где произошла смена руководства). В начале 1990-х поддерживал реформаторскую группу Мануэла Монтейру. Пользовался уважением многолетнего председателя партии Паулу Порташа.
Выступая в поддержку Феррейра Торреша, Порташ заявлял, что никто не управляет общественными финансами лучше мэра Марку-ди-Канавезиша. В то же время к 2001 городской долг достигал 45 миллионов евро. Сам Феррейра Торреш объяснял бюджетные проблемы города непродуманной политикой центрального правительства.

## Публичные скандалы и уголовные обвинения
С именем Авелину Феррейры Торреша связан ряд громких скандалов.
В 1985 он пригласил для выступления в Марку-ди-Канавезише музыкальную гёрл-группу Doce. Перед началом концерта у него возник конфликт с девушками — они отказывались от видеозаписи, поскольку это не входило в контракт. Мэр разразился публичной руганью, вызвавшей аплодисменты собравшихся Несколько раз Феррейра Торреш отменял судейские решения во время футбольных матчей на стадионе своего имени.
В 2004 Авелину Феррейра Торреш был привлечён к суду по обвинению в растрате средств городского бюджета. Он был признан виновным и приговорён к трём годам лишения свободы условно, после чего оставил пост мэра. В 2006 обвинение было переквалифицировано на злоупотребление властью, срок условного наказания сокращён до двух лет трёх месяцев. Феррейра Торреш длительное время добивался отмены приговора и в 2009 получил оправдательный вердикт. Приговор окончательно утверждён Апелляционным судом в мае 2011. Одновременно Феррейра Торреш привлекался по делу Apito Dourado о футбольной коррупции, однако был оправдан.
В 2016 Департамент уголовных расследований Порту предъявил обвинение в мошенничестве Авелину Феррейре Торрешу, его сыну Фернанду Торрешу и их адвокату Арманду Тейшейре. Заявление подал бизнесмен Гаспар Силва, утверждавший, будто отец, сын и юрист сфабриковали его подпись на долговой расписке. В ответ Авелину Феррейра Торреш обвинил Гаспара Силву в угрозе убийством. Конфликт продолжался несколько лет и был урегулирован выплатой денег со стороны Феррейры Торреша.
Такого рода эпизоды создали Авелину Феррейре Торрешу репутацию «опасного человека, не признающего законов».

## Возвращение в политику
Судебные процессы и проблемы со здоровьем вынудили Авелину Феррейру Торреша на некоторое время отойти от политической деятельности. Однако и в тот период он оставался публичным лицом. Увлекался участием в реалити-шоу Quinta das Celebridades.
Но уже в 2008 он вернулся к активной политике. Резко конфликтовал с новыми властями Марку-ди-Каванезиша, представлявшими Социалистическую партию. Новая мэрия переименовала стадион, называвшийся именем Феррейры Торреша.
В 2005, 2009 и 2013 Авелину Феррейра Торреш избирался в городской совет Марку-ди-Каванезиша. Он расширил свою «политическую географию» и в 2009 году выдвигался также в совет более крупного города Амаранти (в том же округе Порту), однако проиграл выборы. В этот период сильно ухудшились его отношения с СДЦ—НП, партия не поддержала кандидатуру Феррейры Торреша на выборах в Амаранти. Тогда Феррейра Торреш создал на своей малой родине в Реборделу правопопулистское движение своего имени — Rebordelo Ferreira Torres (RFT).
На местных выборах 2013 RFT получила двух депутатов местного совета Реборделу, одним из которых стал Феррейра Торреш. Но при голосовании в октябре 2017 за RFT проголосовали лишь 15 % избирателей Реборделу (большинство поддержало коалицию СДЦ—НП с Социал-демократической партией). Феррейра Торреш не был избран в совет.
В 2017 году Авелину Феррейра Торреш претендовал также на участие в выборах мэра Амаранти. В этой кампании он акцентировал интересы Амаранти в соперничестве с Вила-Реалом за положение регионального центра. Однако он не был внесён в списки под предлогом финансовой несостоятельности, поскольку имел на тот момент долг в пять тысяч евро. Он также обвинялся в фабрикации подписей избирателей для регистрации списка. Сам Феррейра Торреш эти обвинения категорически отвергал.

## Смерть и память
Скончался Авелину Феррейра Торреш в возрасте 74 лет. В некрологах отмечалась неоднозначность его личности как «героя и злодея, приверженца высшей справедливости и деятеля политического разрушения, вызывавшего восхищение и презрение, но только не безразличие».

## Семья и личность
Авелину Феррейра Торреш был женат, имел сына. Фернанду Торреш-младший — активист СДЦ—НП, депутат городского совета Марку-ди-Каванезиша. Отец и сын вместе ведут бизнес-проекты, замещают друг друга в футбольной федерации, совместно отвечает по долгам. В декабре 2008 Фернанду Торреш подвергся нападению грабителей.
Убийство Жуакина Феррейра Торреша в 1979 осталось нерасследованным. Авелину Феррейра Торреш утверждал, будто убийца ему известен, однако он не мстит ему из гуманизма, христианского смирения и неспособности убивать. Это утверждение не считалось вполне достоверным.
Авелину Феррейра Торреш был известен склонностью к хулиганским поступкам, отличался резким импульсивным характером. Многие считали это агрессивностью, сам он объяснял повышенной душевностью и склонностью к сопереживанию.
В политических кругах и публицистике Авелину Феррейру Торреша называли «динозавром» португальской политики. В то же время он считался «человеком непоколебимой веры», одним из политических символов Марку-ди-Канавезиша и всего Северного региона. Свою политическую деятельность Авелину Феррейра Торреш основывал на верности памяти брата.